# Новак Мартиновић
Новак Мартиновић (рођен у Београду, 31. јануара 1985) је српски фудбалер. Играо је за Црвену звезду у Суперлиги Србије. Каријеру је почео у млађим категоријама Партизана одакле је отишао у Рад.